# DOSEMU
 (juillet 2018).
Si vous disposez d'ouvrages ou d'articles de référence ou si vous connaissez des sites web de qualité traitant du thème abordé ici, merci de compléter l'article en donnant les références utiles à sa vérifiabilité et en les liant à la section « Notes et références ».
DOSEMU est un émulateur DOS pour Linux. C'est un logiciel libre distribué selon les termes de la licence GNU GPL.
Il n'est disponible que pour la famille de processeur x86.